# گورو دات کام
گورو دات کام (به انگلیسی: Guru.com) یک مارکت پلیس فریلنسری است. این به صاحبان کسب و کار امکان می دهدنیروی فریلنسر برای کارهای پیدا کنند. در سال ۱۹۹۸ در پیتسبورگ با عنوان eMoonlighter.com تأسیس شد و هنوز هم دفتر مرکزی آن در آنجا است.

## تاریخچه
گورو در سال ۱۹۹۹ در سانفرانسیسکو به عنوان یک وب سایت تسویه حساب آنلاین برای کارکنان فناوری‌های‌های تک که به دنبال قراردادهای کوتاه مدت بودند، تأسیس شد. بنیانگذاران آن برادران اصلاوت بودند (Jon and James Slavet) این شرکت در سال‌های آغازین فعالیت با فروش سهام موفق به جذب ۱۹ میلیون دلار سرمایه گردید.
در ماه مه ۲۰۰۱، ری مارسی، که مدیر عامل شرکت Spherion، یک شرکت مدیریت منابع انسانی در فلوریدا بود، مدیر عامل شرکت Guru Inc شد.
در فوریه ۲۰۰۲، گورو از فناوری SmartMatch خود رونمایی کرد (یه جور هوش مصنوعی) که درخواست صاحب کشب و کار را با رزومه و سایر اطلاعات متقاضیان شغل مطابقت می‌داد این شرکت همچنین یک سیستم پروفایل نامزدها را با استفاده از تکنیک‌های روانشناسی صنعتی و سازمانی برای درک بهتر مناسب بودن  انتخاب فرد برای یک کار خاص را ایجاد کرد. این شرکت در دسامبر ۲۰۰۲ توسط Unicru، یک شرکت نرم‌افزاری منابع انسانی مستقر در پورتلند، اورگان، خریداری شد. فناوری و کارکنان گورو در Unicru باقی ماندند. گورو به‌طور کلی حدود ۴۱ میلیون دلار سرمایه جذب کرده‌است.
Unicru نام دامنه و آرم Guru.com را به eMoonlighter.com فروخت و eMoonlighter مجدد پلتفرم را به Guru.com تغییر نام داد.